# Gustav Elstermann
Gustav Elstermann (* 6. November 1839 in Coswig; † 13. Mai 1923 in Osnabrück) war ein Verleger und Gründer des Verlags Meinders & Elstermann in Osnabrück.

## Leben
Der einer Beamtenfamilie entstammende Elstermann ließ sich nach Buchdruckerlehre und Wanderjahren 1859 in Osnabrück nieder, wo er bei dem 1707 gegründeten Verlag J. G. Kißling beschäftigt war. Danach war er selbstständig als Adressbuchverleger; so gab er 1873 das Adreß-Buch für die Stadt und Feldmark Osnabrück heraus. Am 1. Oktober 1884 gründete Gustav Elstermann zusammen mit dem Buchhändler Adolf Meinders († 4. März 1924), dem Erben der 1843 von seinem Vater Hermann Meiners gegründeten Buchhandlung, den noch heute existierenden Verlag Meinders & Elstermann (M & E). Der Sitz des Verlags befand sich in der Möserstraße. Er gab das Osnabrücker Tageblatt heraus, dessen Erstausgabe am 1. Oktober 1884 kostenlos in der Stadt verteilt wurde. Der Verlag wurde nach dem Tode des Gründers 1923 von dessen Sohn Hermann Elstermann (1869–1964), der 1937 den Verlag Kißling übernahm, fortgeführt. Im Jahr 1967 entstand durch Fusion der beiden Osnabrücker Tageszeitungen „Osnabrücker Tageblatt“ und „Neue Tagespost“ die Neue Osnabrücker Zeitung, die ab 1982 von Gustav Elstermann (* 1939) geführt wurde. Der Verlag ist heute noch in Familienbesitz.